# Vertebrate
Vertebratele reprezintă cea mai mare subîncrengătură a încrengăturii Chordata, cuprinzând toate animalele ce au o coloană vertebrală. În lume există aproximativ 58.000 specii de vertebrate. 

## Etimologie
Originea cuvântului de vertebrate derivă din cuvântul din limba latină vertebratus (Naturalis Historia), adică articulația coloanei vertebrale. Vertebratele provin din cuvântul vertebră, care se referă la oase sau segmente ale coloanei vertebrale.

## Caracteristici generale
- Prezența coloanei vertebrale;
- Prezența unei cutii craniene;
- Prezența unor organe de simț specializate;
- Prezența unor sisteme de organe bine definite.

## Clasificarea
- Infraîncrengătură Agnatha
  - Clasa Myxini
  - Clasa †Conodonta
  - Clasa Hyperoartia
- Infraîncrengătură Gnathostomata
  - Clasa Chondrichthyes
  - Supraclasa Osteichthyes
    - Clasa Actinopterygii
    - Clasa Sarcopterygii

  - Supraclasa Tetrapoda
    - Clasa Amphibia
    - Clasa Sauropsida
    - Clasa Synapsida
    - Clasa Aves
    - Clasa Mammalia

## Evoluția
Vertebratele au apărut acum mai bine de 525 de milioane de ani în timpul Exploziei Cambriene. Unul dintre primele animale vertebrate este Haikouichthys ercaicunensis.